# 波多野有常
波多野 有常（はたの ありつね）は、平安時代末期から鎌倉時代初期にかけての武将・御家人。有経とも。松田氏の祖。

## 略歴
波多野義常の嫡男として誕生した。
父・義常は治承4年（1180年）の源頼朝挙兵に際して頼朝と敵対し、討手を差し向けられて自害した。有常は母方の伯父である大庭景義に身柄を預けられた。
7年後の文治4年（1188年）4月3日、鶴岡八幡宮での流鏑馬に召されて優れた技量を見せ、頼朝から賞賛を受けて父の遺領中で随一の一村（松田郷）を与えられた。
波多野氏の本領である波多野荘は叔父・義景が継承している。